# Szagor
Szagor (hebr. שגור; arab. الشاغور; oficjalna pisownia w ang. Shagor) – nieistniejące już miasto położone w Dystrykcie Północnym w Izraelu. Istniało w latach 2003-2008 w wyniku połączenia z sobą miejscowości Madżd al-Krum, Dejr al-Asad i Bina. W wyniku trudności gospodarczych w 2009 miasto zostało rozwiązane. Było to trzecie pod względem liczby skupisko ludności arabskiej w Galilei (po Nazarecie i Szefaram).

## Demografia
Zgodnie z danymi Izraelskiego Centrum Danych Statystycznych w 2006 roku w mieście żyło 29,2 tys. mieszkańców, wszyscy Arabowie.
Populacja miasta pod względem wieku (dane z 2006):
| Wiek (w latach) | Procent populacji w % |
| --------------- | --------------------- |
| 0-4             | 14,4%                 |
| 5-9             | 13,6%                 |
| 10-14           | 11,8%                 |
| 15-19           | 9,9%                  |
| 20-29           | 17,4%                 |
| 30-44           | 19,6%                 |
| 45-59           | 8,5%                  |
| ponad 60        | 4,9%                  |

Źródło danych: Central Bureau of Statistics.

## Historia
Pierwotnie znajdowały się tutaj trzy arabskie wioski: Majd al-Krum, Deir al-Asad i Bi’ina. Były to typowe rolnicze wioski Galilei, w których uprawiano oliwki, figi, cytrusy i granaty. Wioska Majd al-Krum (arab. مجد الكروم, hebr. מג'ד אל-כרום) zajmuje zachodnią część współczesnego Szagor. Arabska nazwa oznacza „wspaniałość winnicy” i nawiązuje do tradycyjnych upraw winorośli. Wioska Deir al-Asad (arab. دير الأس, hebr. דייר אל-אסד) zajmuje większość wschodniej części współczesnego Shagor. Arabska nazwa oznacza „klasztor lwa”. Wioska Bi’ina (arab. بعنة, hebr. בענה) zajmuje pozostałą wschodnią część współczesnego Szagor.
W 1947 roku ONZ podjęła decyzję o podziale Palestyny. Według tego planu cała ta okolica miała znaleźć się w arabskim państwie. Podczas wojny o niepodległość w dniu 30 października 1948 te trzy arabskie wioski zostały zajęte przez wojska izraelskie. W wiosce Majd al-Krum Izraelczycy powiesili 12 domniemanych arabskich bojowników.
W 2003 utworzono duży samorząd lokalny obejmujący trzy arabskie samorządy lokalne: Madżd al-Krum, Dejr al-Asad i Bina. W 2005 przekształcono go w miasto Szagor. Podczas II wojny libańskiej 2006 Szagor ucierpiało od ostrzału rakietowego Hezbollahu. Ogółem na miasto spadły 43 rakiety, które zabiły 4 osoby i spowodowały duże straty materialne. W wyniku trudności gospodarczych w dniu 1 grudnia 2008 miasto zostało rozwiązane.

### Nazwa
Nazwa pochodzi od sąsiedniej doliny, która otacza wzgórze al-Araas, na której znajduje się miasto.

## Edukacja
W Szagor znajduje się 9 szkół podstawowych i 3 szkoły średnie, w których ogółem uczy się 7,5 tys. uczniów.

## Galeria

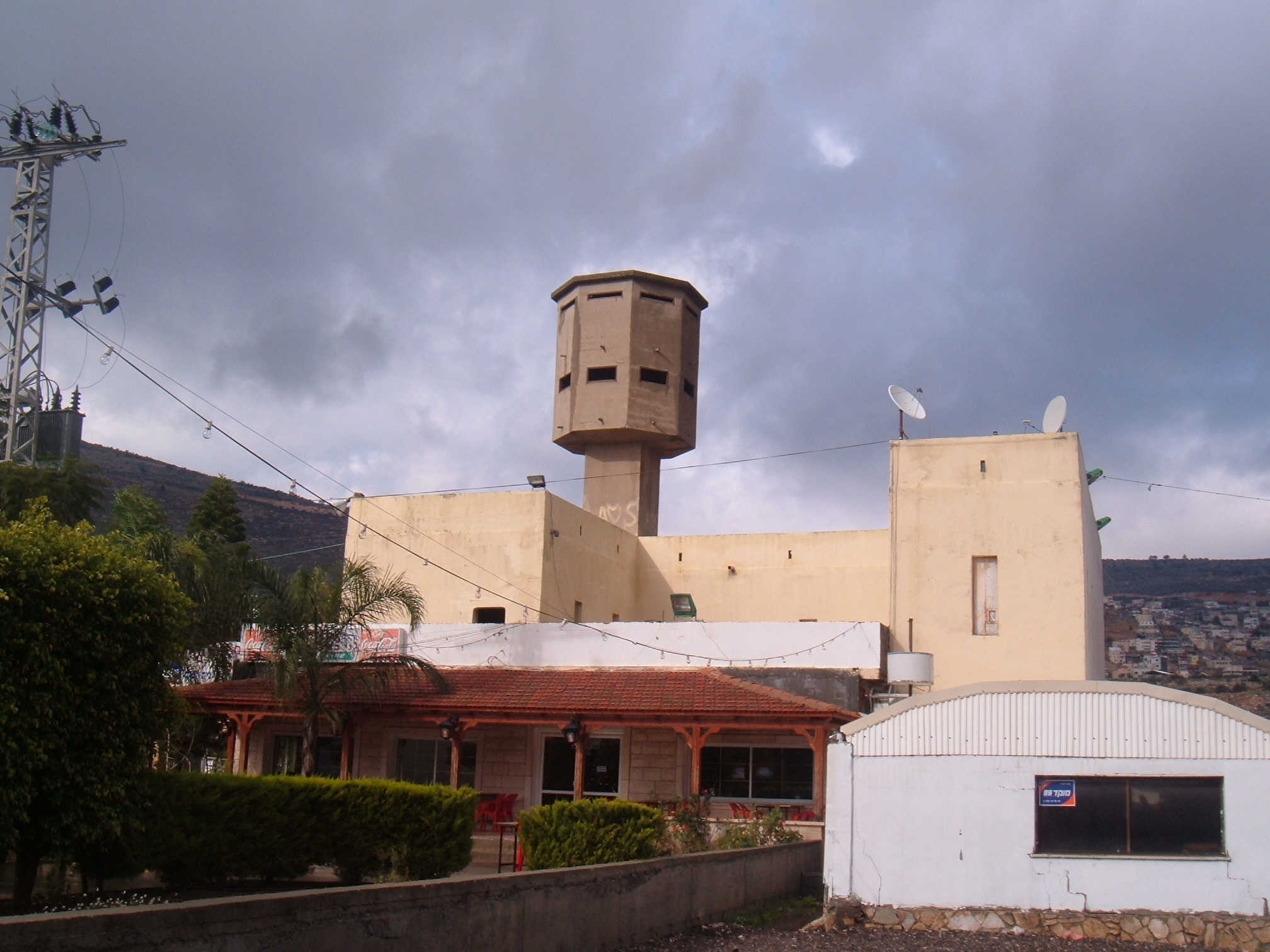
Twierdza Teggart w Majd al-Krum, obecnie restauracja w Szagor